# ستراژوتسی
ستراژوتسی (به بلغاری: Strazhevtsi) یک منطقهٔ مسکونی در بلغارستان است که در شهرستان کاردژالی واقع شده‌است.